# Erik Jansson
Erik Halvar Jansson (Sundborn, 14 de maig de 1907 - Uppsala, 24 de juliol de 1993) va ser un ciclista suec que va córrer a cavall dels anys 20 i 30 del segle xx.
Va prendre part en els Jocs Olímpics d'Amsterdam de 1928, en què va guanyar una medalla de bronze en la contrarellotge per equips, fent equip amb Gösta Carlsson i Georg Johnsson. En la contrarellotge individual finalitzà el catorzè.

## Palmarès
- 1928
  -  Campió de Suècia de contrarellotge individual, classificació per equips (amb Folke Nilsson i Gösta Carlsson)
  - 1r a la Nordisk Mesterskab, classificació per equips (amb Gösta Carlsson, Georg Johnsson i Erik Nordin)
  -  Medalla de bronze als Jocs Olímpics d'Amsterdam en contrarellotge per equips
- 1929
  -  Campió de Suècia de contrarellotge individual, classificació per equips (amb Folke Nilsson i Sven Nilsson)
- 1931
  -  Campió de Suècia de contrarellotge individual, classificació per equips (amb Folke Nilsson i Sven Thor)
- 1936
  - 1r a la Mälaren Runt